# Sun Yi
Sun Yi (chiń. 柔道; ur. 14 listopada 1984) – chińska judoczka, brązowa medalistka mistrzostw świata.
Największym sukcesem zawodniczki jest 3. miejsce podczas mistrzostw świata, w Rotterdamie, w kategorii do 78 kg.